# Walter Shirlaw
Walter Shirlaw, né le 6 août 1838 à Paisley, près de Glasgow et mort le 26 décembre 1909 à Madrid, est un peintre, pastelliste, graveur, dessinateur et illustrateur britannique.

## Biographie
Né le 6 août 1838 à Paisley, Walter Shirlaw est l'élève de Johann Leonhard Raab, Sándor Wagner, Arthur von Ramberg et Wilhelm von Lindenschmit à l'Akademie der Bildenden Künste de Munich. Il réalise un grand nombre de peintures murales et est actif à Chicago en 1861, puis à Munich et à New York après 1877. Il devient membre de la National Academy à New York en 1888.
Il meurt le 26 décembre 1909 à Madrid.